# Росси, Джино (художник)
Джино Росси (итал. Gino Rossi; 6 июня 1884, Венеция, Королевство Италия — 16 декабря 1947, Тревизо, Республика Италия) — итальянский живописец, писавший картины в стиле постимпрессионизма.

## Биография

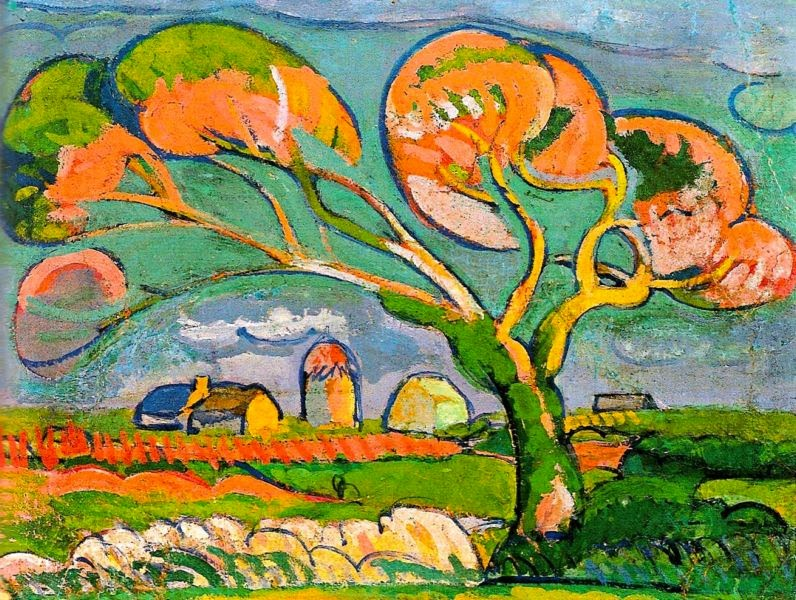
«Весна в Бретани» (ок. 1912). Холст, масло. Общественный музей (Тревизо), Тревизо

Джино Росси родился 6 июня 1884 года в семье Станисласа Росси и Терезы, урождённой Вьянелло в доме на улице Орби, в квартале Сан-Самуэле в Венеции. Семья художника была состоятельной. Его отец служил управляющим имением Энрико Карло Бурбон-Пармского, графа Барди, владельца  Ка’Вендрамин–Калерджи.
Обучался в колледже пиаристов в аббатстве Фьезолана. Продолжил образование в лицее Марко Фоскарини, который оставил в 1898 году.
В 1907 году, вместе со своим другом скульптором Артуро Мартини, приехал в Париж, где увлёкся творчеством Гогена, Ван Гога и фовистов. Из Парижа он переехал в Бретань, которая стала для него большим открытием.
Из Бретани Росси вернулся с целым рядом работ, в том числе со знаменитой картиной «Цветочница». Затем он участвовал в выставках Ка’ Пезаро, которая в то время в Венеции была одной из ведущих в авангарде итальянской культуры, находившейся в оппозиции к официальным выставкам Биеннале-ди-Венеция.
В 1912 году с Мартини вернулся в Париж, где выставлялся в Салоне де л’Отомн, вместе с Амедео Модильяни. Во время раннего периода творчества с 1908 по 1914 год им был написан ряд картин в Бурано и Азоло.
В пейзажах Бретани и видах Бурано и Азоло прослеживаются различные влияния — от синтетизма Гогена с индивидуальным почерком живописца до раннего конструктивизма. К последним работам относятся полотно «Материнство» (1913) «Ученица» и «Дама в зеленом» (обе 1914).
Во время Первой мировой войны Росси был призван в армию и отправлен на фронт. Война стала для него потрясением. В плену его душевному здоровью был нанесён непоправимый ущерб. По возвращении домой Росси вернулся к творчеству. Он увлёкся новыми тенденциями в искусстве, начав писать картины в стиле кубизма.
С 1918 по 1924 год им был написан ряд работ, которые позднее принесли ему признание критиков. В настоящее время Росси считается одним из ведущих живописцев итальянского модерна. В 1925 году у Росси обострились проблемы с психикой. Его госпитализировали в психиатрическую лечебницу Сант’Артемьо в Тревизо, где он скончался 16 декабря 1947 года.